# Ammodramus caudacutus
Ammodramus caudacutus là một loài chim trong họ Emberizidae.